# Kate McKinnonová
Kate McKinnonová, rodným jménem Kathryn McKinnon Berthold, (* 6. ledna 1984, Sea Cliff, New York, Spojené státy americké) je americká herečka, komička a scenáristka. Proslavila se hlavně díky své práci na pořadech The Big Gay Sketch Show (2007–2010) a Saturday Night Live (2012–dosud). Mimo to si zahrála v řadě filmů jako Balls Out (2014), Krotitelé duchů (2016), Pařba o Vánocích (2016), Holky na tahu (2017), Špión, který mi dal kopačky (2018), Yesterday (2019) a Bombshell (2019).
Za svůj výkon v pořadu Saturday Night Live byla sedmkrát nominovaná na cenu Emmy, včetně nominace v kategorii nejlepší původní hudba a text a šest nominací v kategorii nejlepší ženský herecký výkon ve vedlejší roli (komedie), kterou dvakrát vyhrála (r. 2016 a 2017).